# スタンレー・ロシター・ベネディクト
スタンレー・ロシター・ベネディクト（Stanley Rossiter Benedict、1884年3月17日 - 1936年12月21日）は、アメリカ合衆国の化学者である。糖の検出に使用されるベネジクト液を開発した。また、文化人類学者ルース・ベネディクトの元夫である。

## 生涯
ベネディクトは1884年3月17日にオハイオ州シンシナティで生まれた。父ウェイランド・リチャードソン・ベネディクト(Wayland Richardson Benedict)はシンシナティ大学の哲学・心理学の教授、母アン・ケンドリック・ベネディクトは教師で児童文学作家だった。母方の祖母はロチェスター大学のギリシャ語・ラテン語・サンスクリットの教授で、欽定訳聖書の編纂にも関わった。
ベネディクトは地元の公立学校を経て、1906年にシンシナティ大学で化学の学士号を取得した。大学卒業後は医学部へ進学することを考えていたが、大学に残って生化学と栄養学の専門家であるJ・F・スネル教授の元で研究をした後、医学の道ではなく生化学と代謝の分野へ進むことを決めた。イェール大学に進学し、ラッセル・ヘンリー・チッテンデン、ラファイエット・メンデルの指導のもとで1908年に生理化学の博士号を取得した。
博士号取得後はシラキュース大学で1年間化学を教え、その後コロンビア大学へ移籍して生化学を教えた。1910年から1936年にかけて、ベネディクトはコーネル大学医学部で生化学を教えながら、"Journal of Biological Chemistry"の編集長を務めていた。
第一次世界大戦中、ベネディクトは有毒ガスに関する政府プロジェクトに従事していたが、その際に事故で毒ガスを浴びて健康を害した。

## 業績
ベネディクトはオットー・フォリンの研究を通して有名になった。フォリンは"American Journal of Physiology"にて、尿中の尿素、尿酸、アンモニア、クレアチン、クレアチニンなどを定性・定量分析する方法を紹介した。ベネディクトは血液や尿の中の糖の割合を定量化する方法に興味を持ち、フォリンの手法を実質的に置き換える、より効率的でシンプルな方法を考案した。

## 私生活
1914年、後に『菊と刀』を著する文化人類学者ルース・フルトン(Ruth Fulton)と結婚した。しかし、ルースの作家としてのキャリアや、彼女が教え子で友人・同僚であるマーガレット・ミードと姉妹愛の関係にあったことが原因で結婚生活はうまく行かず、1930年に別居するに至った。2人の間に子供はいなかった。ルースの著書"The Bo-Cu Plant"に、スタンレーとの結婚生活が綴られている。
ベネディクトは1936年12月12日にニューヨーク州エルムスフォードで心臓発作により死去した。52歳だった。